# Phanerotomella nitida
Phanerotomella nitida är en stekelart som beskrevs av Herbert Zettel 1989. Phanerotomella nitida ingår i släktet Phanerotomella och familjen bracksteklar. Inga underarter finns listade i Catalogue of Life.